# Vault (органелла)

Структура комплекса Vault из печени крысы

Vault, или цитоплазмати́ческий рибонуклеопротеи́н vault (с англ. — «свод»), — эукариотическая органелла, химически представляет собой рибонуклеопротеин. Под электронным микроскопом эти органеллы напоминают свод купола собора с осью симметрии 39-го порядка. Функции vault плохо изучены, однако к настоящему времени имеются свидетельства об участии их в различных сигнальных путях клетки. Возможно, vault вовлечены в развитие явления множественной лекарственной устойчивости к противораковой химиотерапии. Они имеются во многих типах эукариотических клеток и высококонсервативны среди эукариот.

## История изучения
Vault были открыты и успешно выделены из печени крысы в 1986 году клеточным биологом Нэнси Кедерша (англ. Nancy Kedersha) и биохимиком Леонардом Ромом (англ. Leonard Rome) из Школы Медицины Калифорнийского университета в Лос-Анджелесе. Первоначально vault были описаны как яйцевидные частицы, загрязнявшие препараты окаймлённых клатрином везикул. Частицы были выделены с помощью центрифугирования в градиенте плотности сахарозы и электрофореза в агарозном геле. Оказалось, что они имеют симметричную бочонковидную структуру, похожую на свод готического собора, за что частицы и получили своё название (от англ. vault — свод). Первоначально размер vault был оценен в 35 × 35 × 65 нм³, но позднее с использованием методов криоэлектронной микроскопии он был уточнён до 41 × 41 × 72,5 нм³. Таким образом, vault являются самыми крупными из когда-либо описанных цитозольных неикосаэдрических нуклеопротеинов. Далее структура vault изучалась с помощью рентегноструктурного анализа и ядерного магнитного резонанса. В 2009 году структура vault из печени крысы была определена с разрешением 3,5 Å.

## Структура vault
Vault — самые крупные рибонуклеопротеиновые частицы. По размерам они примерно в 3 раза превосходят рибосому и весят около 13 МДа. Vault состоят по большей части из белков, в связи с чем их трудно окрашивать стандартными методами. Белковая составляющая vault представлена множеством молекул главного белка vault (MVP) (95,8 кДа), на долю которого приходится более 70 % всего белка в частице, а также белками VPARP (∼192 кДа) и TEP1 (∼291 кДа). Кроме того, в состав vault входят vault РНК (vРНК) длиной 86—141 нуклеотидов. Общая масса РНК в vault оценивается в ∼460 кДа.
Частица vault достигает около 670 Å в длину и имеет наибольший диаметр ∼400 Å. Стенка имеет толщину лишь в 15–25 Å; внутри неё находится полость длиной около 620 Å и максимальным диаметром ∼350 Å. Частица состоит из двух симметричных половин, каждая из которых состоит из трёх частей: тела, плечевого участка и шапочки. Тело содержит 78 копий 9 повторяющихся структурных доменов MVP (39 копий в каждой половине), сужающаяся часть сформирована связанными конец к концу структурными повторяющимися доменами R1. Высота плечевого участка составляет ∼25 Å, а диаметр ∼315 Å. Шапочки имеются на обоих концах частицы, и каждая из них содержит 39 копий домена шапочка-спираль (аминокислотные остатки MVP с Asp647 пр Leu802) и домена шапочка-кольцо (с Gly803 по Ala845). Высота шапочки составляет ∼155 Å, а внутренний и внешний диаметры домена шапочка-кольцо достигают ∼50 Å и ∼130 Å соответственно.

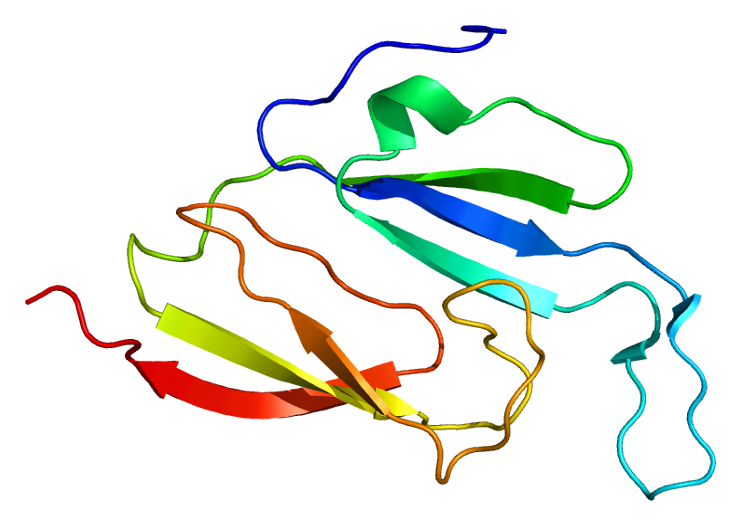
Структура MVP

MVP содержит 9 повторяющихся структурных доменов (R1—R9). Домены R8 и R9 состоят из пяти антипараллельных β-листов, обозначаемых S1, S2, S3, S4 и S5. В оставшихся семи доменах имеется два дополнительных β-листа (S2a и S2b), вставленных между S2 и S3. По некоторым данным, R1, как и R8 и R9, состоит из пяти антипараллельных β-листа, в то время как у R2 имеется два более длинных антипараллельных листа между S2 и S3. Каждый домен имеет гидрофобный кор. Анализ аминокислотных последовательностей показал, что в R3 и R4, возможно, имеются два домена типа EF hand. Дальнейшее изучение показало, что MVP взаимодействует с другими белками, такими как PTEN, через предполагаемые два домена EF hand при участии ионов Ca2+, впрочем, с этим согласуются не все экспериментальные данные.
Плечевой участок (с Pro520 по Val646) сворачивается в один α/β-глобулярный домен с 4 антипараллельными бета-листами на одной стороне и четырьмя α-спиралями на другой. По-видимому, именно в плечевом участке находятся элементы, отвечающие за взаимодействие vault с липидными рафтами.
Домен шапочка-спираль сворачивается в α-спираль из 42 витков, которая укладывается в суперспираль. Домен шапочка-кольцо расположен на конце шапочки и формирует U-образную структуру со спиральными элементами на обоих концах.
vРНК располагаются в шапочках на концах частиц vault. Белок TEP1, по-видимому, располагается в верху плоской части шапочки, где его участок WD40 repeat формирует структуру типа кольцевой β-пропеллер. N-концевая часть TEP1 содержит 4 повторяющихся домена неясного функционального назначения, РНК-связывающий домен и ATP/GTP-связывающий домен. Было показано, что TEP1 взаимодействует с теломеразной РНК и различными человеческими vРНК. VPARP располагаются в основном в шапочке vault.
В следующей таблице обобщены основные сведения о компонентах vault.
| Компонент | Характеристика                                                                                              | Локус           | Положение и взаимодействия в vault                           | Функции                                                  |
| --------- | --- | --------------- | ------------------------------------------------------------ | -------------------------------------------------------- |
| MVP       | 96 копий белка составляют основную массу vault. Способны самособираться в vault. Не имеют функций вне vault | 16p11.2         | Тело и шапочка vault, нет необходимых партнёров              | Структурная; управляют связыванием с сигнальными белками |
| VPARP     | Слабая поли(ADP-рибоза)-полимераза, лишь частично связана с vault                                           | 13q11           | Шапочка, непосредственно связываются с N-концевой частью MVP | Каталитическая: поли(ADP)-рибозилирование MVP            |
| TEP1      | Связывается с теломеразой и vault; не необходим для теломеразы                                              | 14q11.2         | Шапочка, непосредственное связывание с MVP                   | Каталитическая: сборка vРНК-мишеней в vault              |
| vРНК      | hgv1—3, hgv4 не экспрессируется; лишь частично связаны с vault                                              | 5q33.11 Xp11.22 | Шапочка, связываются с TEP1                                  | Неструктурная, функции плохо изучены                     |

## Функции
Широкое распространение vault и их эволюционная консервативность говорят в пользу наличия у этих органелл важных биологических функций, хотя о них известно очень мало. Ничего не известно об изначальных функциях vault в клетках протистов. Тем не менее, имеется несколько предположений относительно роли vault в клетках млекопитающих. В частности, отмечено, что vault особенно много в тканях и клетках, связанных с очисткой организма, например, макрофагах.
Была высказана гипотеза, что vault служат главными «пробками» в ядерных поровых комплексах. Иммунофлуоресцентный анализ с использованием антител против vault показал, что в изолированных ядрах клеток печени крысы vault располагались на поверхности ядерной мембраны. Иммуноэлектронная микроскопия с использованием вторичных антител, конъюгированных с золотом, показала, что в изолированных ядрах vault ассоциированы с ядерными поровыми комплексами. Поэтому, возможно, vault могут принимать участие в нуклеоцитоплазматическом транспорте.
В 2005 году было высказано предположение, что человеческие vРНК hvg1 и hvg2 могут связываться с противораковым препаратом митоксантроном, а также играть важную роль в экспорте токсичных соединений. Впрочем, другое исследование показало, что нарушение работы гена MVP у мышей не приводило к повышению чувствительности к цитостатическим препаратам. Более того, мыши дикого типа и мыши, дефектные по MVP, демонстрировали одинаковый ответ на доксорубицин. В ходе ещё одного исследования было показано, что нокдаун MVP при помощи малых интерферирующих РНК не влиял на удаление доксорубицина из ядра. Кроме того, повышение экспрессии MVP у хемочувствительных клеток не повышало устойчивости к препаратам. Эти результаты говорят в пользу того, что MVP и vault не вносят непосредственный вклад в устойчивость к цитостатическим агентам.
Ряд недавних исследований показал участие vault в различных сигнальных путях клетки, и количество таких путей постоянно растёт. На дрожжевой двугибридной системе было показано, что MVP может связываться с PTEN — белком-супрессором опухолей, который дефосфорилирует фосфатидилинозитол-3,4,5-трифосфат, отрицательно регулируя сигнальный путь фосфоинозитид-3-киназы/протеинкиназы В. N-концевой фосфоинозитид-связывающий мотив и домен С2 PTEN могут взаимодействовать с MVP. MVP является субстратом для тирозинфосфатазы SHP-2, содержащей домен SH2 (Src homology 2), и служит белком скэффолда в сигнальном пути эпидермального фактора роста (EGF). Оказалось, что SH2-домены SHP-2 связывались с MVP, фосфорилированным по остаткам тирозина, и это связывание усиливалось под действием EGF. Таким образом, MVP функционирует как белок скэффолда для SHP-2 и киназ, регулируемых внеклеточно, и регуляция фосфорилирования MVP через SHP-2 может иметь важное значение для выживания клетки. Кроме того, было показано взаимодействие между MVP и доменом SH2 Src в клетках желудка человека и клетках рака желудка 253J. Иммунопреципитация и иммунофлуоресцентный анализ показали, что EGF усиливал взаимодействие между MVP и Src, и оно блокировалось под действием ингибитора Src PP2. EGF также стимулирует перемещение MVP из ядра в цитозоль и околоядерную зону цитоплазмы, где MVP колокализуется с Src. Предполагается роль MVP как нового регулятора Src-опосредованных сигнальных каскадов. Было установлено, что MVP является белком, индуцируемым интерфероном γ (IFN-γ): в ответ на IFN-γ наблюдалось значительное повышение уровня мРНК и самого белка MVP. Эта активация вовлечена во взаимодействие STAT1 и сайта, активируемого IFN-γ, в проксимальном промоторе MVP. Кроме того, IFN-γ значительно повышал темпы трансляции MVP. Показано, что vault могут взаимодействовать с эстрогеновыми рецепторами при связывании с эстрадиолом и вместе с рецепторами переносятся в ядро. Согласно последним данным, vault и MVP могут взаимодействовать с инсулиноподобным фактором роста 1, HIF1A, а также затрагивать два главных процесса репарации двуцепочечных разрывов в ДНК: негомологичное соединение концов и гомологичную рекомбинацию. Таким образом, частицы vault функционируют как центральные платформы взаимодействия в клеточных сигнальных каскадах.
VRARP, другой белок, входящий в состав vault, является поли(ADP-рибоза)-полимеразой.
Необычная структура и своеобразная динамика vault, а также их крупный размер наводят на мысль, что, возможно, vault функционируют как природные наноконтейнеры для ксенобиотиков, нуклеиновых кислот и белков. Ведутся работы по разработке рекомбинантных vault, в частности, по обеспечению взаимодействия vault с поверхностными клеточными рецепторами и заключению в них разнообразных грузов.
В следующей таблице обобщены основные сведения о белках, с которыми взаимодействуют vault.
| Белок                    | Характеристика                                                                                      | Локус         | Взаимодействие с vault                                    | Функции, связанные с vault                         |
| ------------------------ | --------------------------------------------------------------------------------------------------- | ------------- | --------------------------------------------------------- | -------------------------------------------------- |
| PTEN                     | Белок-супрессор опухолей, главная ингибиторная фосфатаза пути PI3K. Главный субстрат PIP3           | 10q23.3       | MVP (N-конец), Ca2+-зависимое взаимодействие              | Усиление ядерных функций PTEN                      |
| SHP-2                    | Протеинтирозинфосфатаза; активатор роста, опосредованного рецепторными тирозинкиназами (RTK)        | 3q13.13       | MVP (зависимое от фосфорилирования MVP взаимодействие)    | Стимулирование EGRF-опосредованной MAPK-активности |
| Erk2                     | Митоген-активируемая тирозинкиназа; главный передатчик RTK-опосредованных сигналов пролиферации     | 22q11.22      | MVP (зависимое от фосфорилирования MVP взаимодействие)    | Стимулирование EGRF-опосредованной MAPK-активности |
| Src                      | (Прото)онкоген, тирозинкиназа                                                                       | 20q11.2       | MVP (зависимое от фосфорилирования MVP взаимодействие)    | Стимулирование EGRF-опосредованной MAPK-активности |
| COP1                     | E3 убиквитинлигаза, у позвоночных разрушает c-Jun и p53                                             | 1q25.1—1q25.2 | MVP (фосфорилирование MVP, уменьшающееся от УФ-излучения) | Подавляет EGF-опосредованную активацию MAPK        |
| Эстрогеновый рецептор    | Ядерный рецептор гормона эстрадиола, индуцирует лиганд-зависимую транскрипцию генов-мишеней         | 6q25.1        | MVP (гормонзависимое взаимодействие)                      | Ядерный импорт и активация эстрогенового рецептора |
| La РНК-связывающий белок | Связывает и защищает 3'-концевые элементы UUU(OH) транскриптов, синтезированных РНК-полимеразой III | 2q31.1        | vРНК                                                      | Защита vРНК                                        |

## Клиническое значение

### Рак
В 1990-х годах появились сообщения о том, что vault могут быть непосредственно вовлечены в развитие множественной лекарственной устойчивости в раковых клетках. Оказалось, что белок, связанный с множественной устойчивостью и известный под названием LRP (англ. Lung Resistance-related Protein — белок, связанный с множественной устойчивостью в лёгких) на самом деле является человеческим MVP. В ходе другого исследования связь между vault и множественной лекарственной устойчивостью была показана на клетках человеческого рака толстой кишки SW-620. Обработка SW-620 бутиратом натрия увеличивала экспрессию MVP и приводила к устойчивости к доксорубицину, винкристину, грамицидину D и паклитакселу. Трансфекция клеток рибозимами, специфичными к MVP, подавляла эти активности.
Свой вклад в развитие множественной лекарственной устойчивости могут вносить и vРНК. В 2009 году было установлено, что некодирующие vРНК могут процессироваться в малые vРНК (svРНК) при участии Dicer, которые далее функционируют путём РНК-интерференции подобно микроРНК: svРНК связываются с белком семейства Argonaute и отрицательно регулируют экспрессию CYP3A4 — фермента, участвующего в метаболизме ксенобиотиков.
В последние годы накапливаются свидетельства того, что vault связаны с функционированием систем репарации ДНК в клетке, поэтому, возможно, они вносят свой вклад в нечувствительность к не только химиотерапии, но и радиотерапии рака.

### Инфекционные заболевания
В 2007 году две исследовательские группы сообщили об участии vault в ответе на инфекции. Оказалось, что в человеческих B-клетках, заражённых вирусом Эпштейна — Барр, наблюдались повышенные уровни vРНК, которые, возможно, участвуют в защите от вируса и/или транспортных механизмах. Кроме того, было показано, что при заражении эпителиальных клеток лёгких человека бактерией Pseudomonas aeruginosa MVP быстро рекрутировался в липидные рафты, где участвует в механизмах усиления врождённого иммунного ответа. Мыши MVP−/− имели в 3,5 раза больше бактерий на грамм лёгочной ткани, чем мыши дикого типа, и чаще умирали от инфекции, вызванной P. aeruginosa.

## Эволюционная консервативность
Vault были описаны у млекопитающих, земноводных, птиц, а также слизевика Dictyostelium discoideum. Согласно информации из базы данных Pfam, гомологи белков, входящих в состав vault, выявлены у инфузории Paramecium tetraurelia, кинетопластид, многих позвоночных, актинии Nematostella vectensis, моллюсков, Trichoplax adhaerens, плоских червей (в частности, Echinococcus granulosus) и хоанофлагеллят.
У ряда эукариотических организмов не было обнаружено гомологов белков vault. Среди них такие модельные организмы, как растение Arabidopsis thaliana, нематода Caenorhabditis elegans, плодовая мушка Drosophila melanogaster и пекарские дрожжи Saccharomyces cerevisiae. Однако, несмотря на эти исключения, высокая степень сходства vault у различных организмов говорит о том, что эти органеллы имеют некоторое эволюционное значение. Согласно последним данным, последний общий предок эукариот имел vault, однако впоследствии они были утрачены у ряда групп, в том числе грибов, насекомых и, возможно, растений.